# Сербин, Лидия Спиридоновна
Лидия Спиридоновна Сербин (1923—2002) — колхозница, Герой Социалистического Труда (1966), депутат Верховного Совета СССР нескольких созывов.

## Биография
Родилась в 1923 году. Член ВКП(б) с 1956 года.
С 1938 года — на хозяйственной, общественной и политической работе. В 1938—1979 гг. — колхозница, партизанка в партизанском отряде имени Котовского, заведующая молокосливным пунктом, колхозница. звеньевая колхоза имени Щорса Емильчинского района Житомирской области.
Указом Президиума Верховного Совета СССР от 30 апреля 1966 года присвоено звание Героя Социалистического Труда с вручением ордена Ленина и золотой медали «Серп и Молот».
Избиралась депутатом Верховного Совета СССР 7-го, 8-го, 9-го созывов.